# Australia ai Giochi della XXXII Olimpiade
L'Australia ha partecipato ai Giochi della XXXII Olimpiade che si sono svolti a Tokyo, Giappone, dal 23 luglio all'8 agosto 2021; originariamente previsti per l'estate 2020, erano stati rimandati di un anno a causa della pandemia di COVID-19. La delegazione era composta da 478 atleti, 256 donne e 222 uomini.

## Medaglie
| Riepilogo quotidiano | Riepilogo quotidiano | Riepilogo quotidiano | Riepilogo quotidiano | Riepilogo quotidiano | Riepilogo quotidiano | Riepilogo quotidiano |
| -------------------- | -------------------- | -------------------- | -------------------- | -------------------- | -------------------- | -------------------- |
| Giorno               | Data                 |                      |                      |                      | Totale               |                      |
| 1º                   | 24                   | 0                    | 0                    | 0                    | 0                    |                      |
| 2º                   | 25                   | 1                    | 1                    | 1                    | 3                    |                      |
| 3º                   | 26                   | 1                    | 0                    | 2                    | 3                    |                      |
| 4º                   | 27                   | 1                    | 0                    | 2                    | 3                    |                      |
| 5º                   | 28                   | 3                    | 0                    | 4                    | 7                    |                      |
| 6º                   | 29                   | 2                    | 1                    | 1                    | 4                    |                      |
| 7º                   | 30                   | 1                    | 0                    | 1                    | 2                    |                      |
| 8º                   | 31                   | 1                    | 1                    | 3                    | 5                    |                      |
| 9º                   | 1                    | 4                    | 0                    | 0                    | 4                    |                      |
| 10º                  | 2                    | 0                    | 1                    | 1                    | 2                    |                      |
| 11º                  | 3                    | 0                    | 0                    | 0                    | 0                    |                      |
| 12º                  | 4                    | 1                    | 0                    | 2                    | 3                    |                      |
| 13º                  | 5                    | 2                    | 1                    | 2                    | 5                    |                      |
| 14º                  | 6                    | 0                    | 1                    | 2                    | 3                    |                      |
| 15º                  | 7                    | 0                    | 1                    | 1                    | 2                    |                      |
| 16º                  | 8                    | 0                    | 0                    | 0                    | 0                    |                      |
| Totale               | Totale               | 17                   | 7                    | 22                   | 46                   |                      |

### Medagliere per disciplina
| Sport            | Oro | Argento | Bronzo | Totale |
| ---------------- | --- | ------- | ------ | ------ |
| Nuoto            | 9   | 3       | 9      | 21     |
| Canottaggio      | 2   | 0       | 2      | 4      |
| Canoa/kayak      | 2   | 0       | 1      | 3      |
| Vela             | 2   | 0       | 0      | 2      |
| Ciclismo         | 1   | 0       | 2      | 3      |
| Skateboard       | 1   | 0       | 0      | 1      |
| Atletica leggera | 0   | 1       | 2      | 3      |
| Equitazione      | 0   | 1       | 1      | 2      |
| Beach volley     | 0   | 1       | 0      | 1      |
| Hockey su prato  | 0   | 1       | 0      | 1      |
| Pallacanestro    | 0   | 0       | 1      | 1      |
| Pugilato         | 0   | 0       | 1      | 1      |
| Surf             | 0   | 0       | 1      | 1      |
| Tennis           | 0   | 0       | 1      | 1      |
| Tuffi            | 0   | 0       | 1      | 1      |
| Totale           | 17  | 7       | 22     | 46     |

### Medaglie d'oro
| Medaglia | Nome | Sport       | Evento                                       |
| -------- | --- | ----------- | -------------------------------------------- |
| Oro      | Ariarne Titmus | Nuoto       | 400 m stile libero femminili                 |
| Oro      | Kaylee McKeown | Nuoto       | 100 metri dorso femminili                    |
| Oro      | Bronte Campbell Cate Campbell Meg Harris Emma McKeon Mollie O'Callaghan Madison Wilson                               | Nuoto       | Staffetta 4x100 metri stile libero femminile |
| Oro      | Alexander Purnell Spencer Turrin Jack Hargreaves Alexander Hill                                                      | Canottaggio | 4 senza maschile                             |
| Oro      | Lucy Stephan Rosemary Popa Jessica Morrison Annabelle McIntyre                                                       | Canottaggio | 4 senza femminile                            |
| Oro      | Ariarne Titmus | Nuoto       | 200 metri stile libero femminili             |
| Oro      | Matthew Wilson | Nuoto       | 200 metri rana maschili                      |
| Oro      | Jessica Fox | Canoa/kayak | C1 femminile                                 |
| Oro      | Emma McKeon | Nuoto       | 100 metri stile libero femminili             |
| Oro      | Kaylee McKeown | Nuoto       | 200 metri dorso femminili                    |
| Oro      | Emma McKeon | Nuoto       | 50 metri stile libero femminili              |
| Oro      | Cate Campbell Jessica Hansen Chelsea Hodges Emma McKeon Kaylee McKeown Emily Seebohm Jenna Strauch Brianna Throssell | Nuoto       | Staffetta 4x100 metri misti femminile        |
| Oro      | Logan Martin | Ciclismo    | BMX freestyle femminile                      |
| Oro      | Matthew Wearn | Vela        | Laser maschile                               |
| Oro      | Mathew Belcher William Ryan                                                                                          | Vela        | 470 maschile                                 |
| Oro      | Thomas Green Jean van der Westhuyzen                                                                                 | Canoa/kayak | K2 1000 metri maschile                       |
| Oro      | Keegan Palmer | Skateboard  | Park maschile                                |

### Medaglie d'argento
| Medaglia | Nome | Sport            | Evento                       |
| -------- | --- | ---------------- | ---------------------------- |
| Argento  | Jack McLoughlin | Nuoto            | 400 m stile libero maschili  |
| Argento  | Kyle Chalmers | Nuoto            | 100 m stile libero maschili  |
| Argento  | Ariarne Titmus | Nuoto            | 800 m stile libero femminili |
| Argento  | Kevin McNab Shane Rose Andrew Hoy | Equitazione      | Concorso completo a squadre  |
| Argento  | Lachlan Sharp Tom Craig Tom Wickham Matt Dawson Joshua Beltz Eddie Ockenden Jacob Whetton Blake Govers Dylan Martin Joshua Simmonds Tim Howard Aran Zalewski Flynn Ogilvie Daniel Beale Trent Mitton Tim Brand Andrew Charter Jeremy Hayward | Hockey su prato  | Torneo maschile              |
| Argento  | Mariafe Artacho del Solar Taliqua Clancy | Beach volley     | Torneo femminile             |
| Argento  | Nicola McDermott | Atletica leggera | Salto in alto femminile      |

### Medaglie di bronzo
| Medaglia | Nome | Sport            | Evento                                       |
| -------- | --- | ---------------- | -------------------------------------------- |
| Bronzo   | Brendon Smith | Nuoto            | 400 m misti maschili                         |
| Bronzo   | Emma McKeon | Nuoto            | 100 m farfalla femminili                     |
| Bronzo   | Kyle Chalmers Alexander Graham Zac Incerti Cameron McEvoy Matthew Temple                                                                                   | Nuoto            | Staffetta 4x100 metri stile libero maschile  |
| Bronzo   | Owen Wright | Surf             | Shortboard maschile                          |
| Bronzo   | Jessica Fox | Canoa/kayak      | K1 femminile                                 |
| Bronzo   | Jack Cleary Calb Antill Cameron Girdlestone Luke Letcher                                                                                                   | Canottaggio      | 4 di coppia maschile                         |
| Bronzo   | Ria Thompson Rowena Meredith Harriet Hudson Caitlin Cronin                                                                                                 | Canottaggio      | 4 di coppia femminile                        |
| Bronzo   | Kyle Chalmers Alexander Graham Mack Horton Zac Incerti Thomas Neill Elijah Winnington                                                                      | Nuoto            | Staffetta 4x200 metri stile libero maschile  |
| Bronzo   | Rohan Dennis | Ciclismo         | Cronometro maschile                          |
| Bronzo   | Tamsin Cook Meg Harris Emma McKeon Leah Neale Mollie O'Callaghan Brianna Throssell Ariarne Titmus Madison Wilson                                           | Nuoto            | Staffetta 4x200 metri stile libero femminile |
| Bronzo   | Cate Campbell | Nuoto            | 100 m stile libero femminili                 |
| Bronzo   | Emily Seebohm | Nuoto            | 200 m dorso femminili                        |
| Bronzo   | Bronte Campbell Isaac Cooper Emma McKeon Kaylee McKeown Zac Stubblety-Cook Matthew Temple Brianna Throssell Madison Wilson                                 | Nuoto            | Staffetta 4x100 metri misti mista            |
| Bronzo   | John Peers Ashleigh Barty | Tennis           | Doppio misto                                 |
| Bronzo   | Andrew Hoy | Equitazione      | Concorso completo individuale                |
| Bronzo   | Kareena Lee | Nuoto            | Maratona 10 km femminile                     |
| Bronzo   | Leigh Howard Kelland O'Brien Luke Plapp Alexander Porter Sam Welsford                                                                                      | Ciclismo         | Inseguimento a squadre maschile              |
| Bronzo   | Melissa Wu | Tuffi            | Piattaforma 10 metri femminile               |
| Bronzo   | Ashley Moloney | Atletica leggera | Decathlon maschile                           |
| Bronzo   | Harry Garside | Pugilato         | Pesi leggeri maschile                        |
| Bronzo   | Kelsey-Lee Barber | Atletica leggera | Lancio del giavellotto femminile             |
| Bronzo   | Chris Goulding Patty Mills Josh Green Joe Ingles Matthew Dellavedova Nathan Sobey Matisse Thybulle Danté Exum Aron Baynes Jock Landale Duop Reath Nick Kay | Pallacanestro    | Torneo maschile                              |

## Delegazione
| Sport                | Uomini | Donne | Totale |
| -------------------- | ------ | ----- | ------ |
| Arrampicata sportiva | 1      | 1     | 2      |
| Atletica leggera     | 29     | 35    | 64     |
| Badminton            | 1      | 3     | 4      |
| Beach volley         | 2      | 2     | 4      |
| Calcio               | 22     | 22    | 44     |
| Canoa/Kayak          | 8      | 9     | 17     |
| Canottaggio          | 20     | 18    | 38     |
| Ciclismo             | 15     | 14    | 29     |
| Equitazione          | 4      | 5     | 9      |
| Ginnastica           | 2      | 9     | 11     |
| Golf                 | 2      | 2     | 4      |
| Hockey su prato      | 16     | 16    | 32     |
| Judo                 | 1      | 2     | 3      |
| Karate               | 1      | 0     | 1      |
| Nuoto                | 18     | 19    | 37     |
| Nuoto artistico      | -      | 8     | 8      |
| Pallacanestro        | 12     | 12    | 24     |
| Pallanuoto           | 12     | 12    | 24     |
| Pentathlon moderno   | 1      | 1     | 2      |
| Pugilato             | 3      | 2     | 5      |
| Rugby a 7            | 12     | 12    | 24     |
| Skateboard           | 3      | 2     | 5      |
| Softball             | -      | 15    | 15     |
| Sollevamento pesi    | 2      | 3     | 5      |
| Surf                 | 2      | 2     | 4      |
| Taekwondo            | 2      | 2     | 4      |
| Tennis               | 5      | 5     | 10     |
| Tennistavolo         | 2      | 2     | 4      |
| Tiro                 | 8      | 7     | 15     |
| Tiro con l'arco      | 3      | 1     | 4      |
| Triathlon            | 3      | 3     | 6      |
| Tuffi                | 3      | 4     | 7      |
| Vela                 | 7      | 6     | 13     |
| Totale               | 222    | 256   | 478    |

## Arrampicata sportiva
| Atleta           | Evento         | Qualificazione | Qualificazione | Qualificazione | Qualificazione | Qualificazione | Qualificazione | Qualificazione | Qualificazione | Qualificazione | Qualificazione | Finale          | Finale          | Finale          | Finale          | Finale          | Finale          | Finale          | Finale          | Finale          | Finale |
| Atleta           | Evento         | Speed          | Speed          | Speed          | Lead           | Lead           | Bouldering     | Bouldering     | Bouldering     | Totale         | Totale         | Speed           | Speed           | Lead            | Lead            | Bouldering      | Bouldering      | Bouldering      | Totale          | Totale          |        |
| Atleta           | Evento         | A              | B              | Pos.           | Punti          | Pos.           | Top            | Zona           | Pos.           | Punti          | Pos.           | Migliore        | Pos.            | Punti           | Pos.            | Top             | Zona            | Pos.            | Punti           | Pos.            |        |
| ---------------- | -------------- | -------------- | -------------- | -------------- | -------------- | -------------- | -------------- | -------------- | -------------- | -------------- | -------------- | --------------- | --------------- | --------------- | --------------- | --------------- | --------------- | --------------- | --------------- | --------------- | ------ |
| Tom O'Halloran   | Gara maschile  | 7"34           | 12"20          | 17º            | 25             | 19º            | 0              | 0              | 19º            | 6298,50        | 20º            | Non qualificato | Non qualificato | Non qualificato | Non qualificato | Non qualificato | Non qualificato | Non qualificato | Non qualificato | Non qualificato |        |
| Oceana Mackenzie | Gara femminile | 8"83           | 9"38           | 13ª            | 15+            | 16ª            | 1              | 2              | 12ª            | 2496,00        | 19ª            | Non qualificata | Non qualificata | Non qualificata | Non qualificata | Non qualificata | Non qualificata | Non qualificata | Non qualificata | Non qualificata |        |

## Atletica leggera

### Uomini
Eventi su pista e strada
| Atleta          | Evento         | Batteria  | Batteria  | Semifinale      | Semifinale      | Finale          | Finale          |                 |                 |
| Atleta          | Evento         | Risultato | Posizione | Risultato       | Posizione       | Risultato       | Posizione       |                 |                 |
| --------------- | -------------- | --------- | --------- | --------------- | --------------- | --------------- | --------------- | --------------- | --------------- |
| Rohan Browning  | 100 m          | 10"01     | 1º Q      | 10"09           | 5º              | Non qualificato | Non qualificato |                 |                 |
| Alex Beck       | 400 m          | 45"54     | 6º        | Non qualificato | Non qualificato | Non qualificato | Non qualificato |                 |                 |
| Steven Solomon  | 400 m          | 44"94     | 2º Q      | 45"15           | 3º              | Non qualificato | Non qualificato | Non qualificato | Non qualificato |
| Peter Bol       | 800 m          | 1'44"13   | 2º Q      | 1'44"11         | 1º Q            | 1'45"92         | 4º              |                 |                 |
| Charlie Hunter  | 800 m          | 1'45"91   | 4º Q      | 1'46"73         | 7º              | Non qualificato | Non qualificato |                 |                 |
| Jeffrey Riseley | 800 m          | 1'45"41   | 4º Q      | 1'47"17         | 5º              | Non qualificato | Non qualificato |                 |                 |
| Jye Edwards     | 1500 m         | 3'42"62   | 7º        | Non qualificato | Non qualificato | Non qualificato | Non qualificato |                 |                 |
| Oliver Hoare    | 1500 m         | 3'36"09   | 3º Q      | 3'34"35         | 4º Q            | 3'35''79        | 11°             |                 |                 |
| Stewart McSweyn | 1500 m         | 3'36"39   | 3º Q      | 3'32"54         | 5º Q            | 3'31''91        | 7°              |                 |                 |
| Morgan McDonald | 5000 m         | 13'37"36  | 11º       | N.D.            | N.D.            | Non qualificato | Non qualificato |                 |                 |
| David McNeill   | 5000 m         | 13'39"95  | 8º        | N.D.            | N.D.            | Non qualificato | Non qualificato |                 |                 |
| Patrick Tiernan | 5000 m         | DNS       | DNS       | N.D.            | N.D.            | Non qualificato | Non qualificato |                 |                 |
| Patrick Tiernan | 10000 m        | N.D.      | N.D.      | N.D.            | N.D.            | 28'35"06        | 19º             |                 |                 |
| Nicholas Hough  | 110 m ostacoli | 13"57     | 3º Q      | 13"88           | 9º              | Non qualificato | Non qualificato |                 |                 |
| Ben Buckingham  | 3000 m siepi   | 8'20"95   | 7º        | N.D.            | N.D.            | Non qualificato | Non qualificato |                 |                 |
| Matthew Clarke  | 3000 m siepi   | 8'42"37   | 14º       | N.D.            | N.D.            | Non qualificato | Non qualificato |                 |                 |
| Edward Trippas  | 3000 m siepi   | 8'29"90   | 11º       | N.D.            | N.D.            | Non qualificato | Non qualificato |                 |                 |
| Liam Adams      | Maratona       | N.D.      | N.D.      | N.D.            | N.D.            | 2h15'51''       | 24°             |                 |                 |
| Jack Rayner     | Maratona       | N.D.      | N.D.      | N.D.            | N.D.            | DNF             | DNF             |                 |                 |
| Brett Robinson  | Maratona       | N.D.      | N.D.      | N.D.            | N.D.            | 2h24'04''       | 66°             |                 |                 |
| Kyle Swan       | Marcia 20 km   | N.D.      | N.D.      | N.D.            | N.D.            | 1h27'55"        | 36              |                 |                 |
| Declan Tingay   | Marcia 20 km   | N.D.      | N.D.      | N.D.            | N.D.            | 1h24'00"        | 17              |                 |                 |
| Rhydian Cowley  | Marcia 50 km   | N.D.      | N.D.      | N.D.            | N.D.            | 3h52'01"        | 8               |                 |                 |

Eventi su campo
| Atleta           | Evento           | Qualificazione | Qualificazione | Finale          | Finale          |
| Atleta           | Evento           | Risultato      | Posizione      | Risultato       | Posizione       |
| ---------------- | ---------------- | -------------- | -------------- | --------------- | --------------- |
| Brandon Starc    | Salto in alto    | 2,28           | 4º Q           | 2,35            | 5º              |
| Kurtis Marschall | Salto con l'asta | 5,75           | 5º Q           | NM              | 14º             |
| Henry Frayne     | Salto in lungo   | 7,93           | 14º            | Non qualificato | Non qualificato |
| Matthew Denny    | Lancio del disco | 65,13          | 4º Q           | 67,02           | 4º              |

Eventi multipli
| Atleta         | Evento    | 100 m      | Lungo    | Peso      | Alto     | 400 m     | 110 ost.  | Disco     | Asta     | Giav.     | 1500 m      | Punteggio totale | Pos. |
| -------------- | --------- | ---------- | -------- | --------- | -------- | --------- | --------- | --------- | -------- | --------- | ----------- | ---------------- | ---- |
| Cedric Dubler  | Decathlon | 10"89 885  | 7,36 900 | 13,35 689 | 2,05 850 | 49"02 860 | 15"10 837 | 43,31 732 | NM 0     | 58,52 716 | 5'03"69 539 | 7008             | 21º  |
| Ashley Moloney | Decathlon | 10"34 1013 | 7,64 970 | 14,49 758 | 2,11 906 | 46"29 994 | 14"08 964 | 44,38 754 | 5,10 910 | 57,12 695 | 4'39"19 685 | 8649             |      |

### Donne
Eventi su pista e strada
| Atleta                                                                             | Evento         | Batteria  | Batteria  | Semifinale      | Semifinale      | Finale          | Finale          |
| Atleta                                                                             | Evento         | Risultato | Posizione | Risultato       | Posizione       | Risultato       | Posizione       |
| ---------------------------------------------------------------------------------- | -------------- | --------- | --------- | --------------- | --------------- | --------------- | --------------- |
| Hana Basic                                                                         | 100 m          | 11"32     | 5ª        | Non qualificata | Non qualificata | Non qualificata | Non qualificata |
| Riley Day                                                                          | 200 m          | 22'94     | 3ª Q      | 22'56           | 4ª              | Non qualificata | Non qualificata |
| Bendere Oboya                                                                      | 400 m          | 52"37     | 5ª        | Non qualificata | Non qualificata | Non qualificata | Non qualificata |
| Catriona Bisset                                                                    | 800 m          | 2'01"65   | 5ª        | Non qualificata | Non qualificata | Non qualificata | Non qualificata |
| Morgan Mitchell                                                                    | 800 m          | 2'05"44   | 6ª        | Non qualificata | Non qualificata | Non qualificata | Non qualificata |
| Georgia Griffith                                                                   | 1500 m         | 4'14"43   | 14ª       | Non qualificata | Non qualificata | Non qualificata | Non qualificata |
| Linden Hall                                                                        | 1500 m         | 4'02"27   | 3ª Q      | 4'01"37         | 3ª Q            | 3'59"01         | 6ª              |
| Jessica Hull                                                                       | 1500 m         | 4'05"28   | 2ª Q      | 3'58"81         | 4ª Q            | 4'02"63         | 11ª             |
| Isobel Batt-Doyle                                                                  | 5000 m         | 15'21"65  | 15ª       | N.D.            | N.D.            | Non qualificata | Non qualificata |
| Jenny Blundell                                                                     | 5000 m         | 15'11"27  | 11ª       | N.D.            | N.D.            | Non qualificata | Non qualificata |
| Rose Davies                                                                        | 5000 m         | 15'50"07  | 18ª       | N.D.            | N.D.            | Non qualificata | Non qualificata |
| Elizabeth Clay                                                                     | 100 m ostacoli | 12"87     | 2ª Q      | 12"71           | 3ª              | Non qualificata | Non qualificata |
| Sarah Carli                                                                        | 400 m ostacoli | 56"93     | 5ª        | Non qualificata | Non qualificata | Non qualificata | Non qualificata |
| Amy Cashin                                                                         | 3000 m siepi   | 9'34"67   | 11ª       | N.D.            | N.D.            | Non qualificata | Non qualificata |
| Genevieve Gregson                                                                  | 3000 m siepi   | 9'26"11   | 6ª Q      | N.D.            | N.D.            | DNF             | DNF             |
| Georgia Winkcup                                                                    | 3000 m siepi   | 9'59"29   | 13ª       | N.D.            | N.D.            | Non qualificata | Non qualificata |
| Ellie Beer Angeline Blackburn Kendra Hubbard Bendere Oboya Anneliese Rubie-Renshaw | 4×400 m        | 3'30"61   | 7ª        | N.D.            | N.D.            | Non qualificata | Non qualificata |
| Sinead Diver                                                                       | Maratona       | N.D.      | N.D.      | N.D.            | N.D.            | 2h31'14"        | 10ª             |
| Ellie Pashley                                                                      | Maratona       | N.D.      | N.D.      | N.D.            | N.D.            | 2h33'39"        | 23ª             |
| Lisa Weightman                                                                     | Maratona       | N.D.      | N.D.      | N.D.            | N.D.            | 2h34'19"        | 26ª             |
| Katie Hayward                                                                      | Marcia 20 km   | N.D.      | N.D.      | N.D.            | N.D.            | 1h38'11"        | 37ª             |
| Rebecca Henderson                                                                  | Marcia 20 km   | N.D.      | N.D.      | N.D.            | N.D.            | 1h38'21"        | 38ª             |
| Jemima Montag                                                                      | Marcia 20 km   | N.D.      | N.D.      | N.D.            | N.D.            | 1h30'39"        | 6ª              |

Eventi su campo
| Atleta            | Evento                 | Qualificazione | Qualificazione | Finale          | Finale          |
| Atleta            | Evento                 | Risultato      | Posizione      | Risultato       | Posizione       |
| ----------------- | ---------------------- | -------------- | -------------- | --------------- | --------------- |
| Nicola McDermott  | Salto in alto          | 1,95           | 1ª Q           | 2,02            |                 |
| Eleanor Patterson | Salto in alto          | 1,95           | 4ª Q           | 1,96            | 5ª              |
| Nina Kennedy      | Salto con l'asta       | 4,40           | 22ª            | Non qualificata | Non qualificata |
| Liz Parnov        | Salto con l'asta       | 4,25           | 24ª            | Non qualificata | Non qualificata |
| Brooke Stratton   | Salto in lungo         | 6,60           | 12ª q          | 6,83            | 7ª              |
| Dani Stevens      | Lancio del disco       | 58,77          | 22ª            | Non qualificata | Non qualificata |
| Kelsey-Lee Barber | Lancio del giavellotto | 62,59          | 2ª q           | 64,56           |                 |
| Mackenzie Little  | Lancio del giavellotto | 62,37          | 2ª q           | 59,96           | 8ª              |
| Kathryn Mitchell  | Lancio del giavellotto | 61,85          | 7ª q           | 61,82           | 6ª              |

## Badminton
| Atleta                           | Evento            | Girone                                      | Girone                               | Girone                                        | Girone | Ottavi               | Quarti               | Semifinale           | Finale               | Finale          |
| Atleta                           | Evento            | Avversario Punteggio                        | Avversario Punteggio                 | Avversario Punteggio                          | Pos.   | Avversario Punteggio | Avversario Punteggio | Avversario Punteggio | Avversario Punteggio | Pos.            |
| -------------------------------- | ----------------- | ------------------------------------------- | ------------------------------------ | --------------------------------------------- | ------ | -------------------- | -------------------- | -------------------- | -------------------- | --------------- |
| Chen Hsuan-yu                    | Singolo femminile | Blichfeldt P (7–21, 14–21)                  | Zetchiri V (21–16, 20–22, 21–8)      | N.D.                                          | 3ª     | Non qualificata      | Non qualificata      | Non qualificata      | Non qualificata      | Non qualificata |
| Setyana Mapasa Gronya Somerville | Doppio femminile  | Lee / Shin P (9–21, 6–21)                   | Du / Li P (9–21, 12–21)              | Fruergaard / Thygesen V (21–19, 13–21, 21–12) | 3ª     | N.D.                 | Non qualificate      | Non qualificate      | Non qualificate      | Non qualificate |
| Simon Leung Gronya Somerville    | Doppio misto      | Jordan / Oktavianti P (22–20, 17–21, 13–21) | Watanabe / Higashino P (7–21, 15–21) | Christiansen / Bøje P (16–21, 14–21)          | 4ª     | N.D.                 | Non qualificati      | Non qualificati      | Non qualificati      | Non qualificati |

## Beach volley
| Chris McHugh Damien Schumann             | Maschile  | Mol / Sørum P (18–21, 21–18, 13–15)    | Leshukov / Semënov P (14–21, 16–21)    | Gavira / Herrera P (16–21, 16–21)              | 4ª   | Non qualificati | Non qualificati             | Non qualificati                              | Non qualificati                        | Non qualificati                  | Non qualificati |
| Mariafe Artacho del Solar Taliqua Clancy | Femminile | Echevarría / Martínez V (21–15, 21–14) | Menegatti / Orsi Toth V (22–20, 21–19) | Kholomina / Makroguzova P (8–21, 21–15, 12–15) | 2ª Q | Bye             | Xue / Wang V (22–20, 21–13) | Pavan / Humana-Paredes V (21–15,19–21,15–12) | Kravenkova / Graudina V (23–21, 21–13) | Klineman / Ross P (15–21, 16–21) |                 |

## Calcio
| Squadra             | Torneo    | Girone               | Girone               | Girone               | Girone | Quarti                      | Semifinali           | Finale               | Pos. |
| Squadra             | Torneo    | Avversario Risultato | Avversario Risultato | Avversario Risultato | Pos.   | Avversario Risultato        | Avversario Risultato | Avversario Risultato | Pos. |
| ------------------- | --------- | -------------------- | -------------------- | -------------------- | ------ | --------------------------- | -------------------- | -------------------- | ---- |
| Nazionale maschile  | Maschile  | Argentina V 2–0      | Spagna P 0–1         | Egitto P 0–2         | 4ª     | Non qualificata             | Non qualificata      | Non qualificata      | 12ª  |
| Nazionale femminile | Femminile | Nuova Zelanda V 2–1  | Svezia P 2–4         | Stati Uniti N 0–0    | 3ª Q   | Gran Bretagna V 4–3 (d.t.s) | Svezia P 0–1         | Stati Uniti P 3–4    | 4ª   |

## Canoa/kayak

### Slalom
| Atleta         | Evento       | Qualificazioni | Qualificazioni | Qualificazioni | Qualificazioni | Qualificazioni | Qualificazioni | Semifinali | Semifinali | Semifinali | Finale   | Finale  | Finale    |
| Atleta         | Evento       | 1ª manche      | Pos.           | 2ª manche      | Pos.           | Migliore       | Posizione      | Penalità   | Tempo      | Posizione  | Penalità | Tempo   | Posizione |
| -------------- | ------------ | -------------- | -------------- | -------------- | -------------- | -------------- | -------------- | ---------- | ---------- | ---------- | -------- | ------- | --------- |
| Daniel Watkins | C1 maschile  | 158'43"        | 16ª            | 103'07"        | 8ª             | 103'07"        | 10º Q          | 0"         | 101'28"    | 2º Q       | 2"       | 108'18" | 9º        |
| Jessica Fox    | C1 femminile | 109'96"        | 2ª             | 110'93"        | 5ª             | 109'96"        | 5ª Q           | 0"         | 110'59"    | 1ª Q       | 0"       | 105'04" |           |
| Lucien Delfour | K1 maschile  | 91'10"         | 2º             | 91'12"         | 3º             | 91'10"         | 3º Q           | 2"         | 97'52"     | 6º Q       | 2"       | 102'33" | 8º        |
| Jessica Fox    | K1 femminile | 104'05"        | 2ª             | 98'46"         | 1ª             | 98'46"         | 1ª Q           | 2"         | 105'85"    | 1ª Q       | 4"       | 102'73" |           |

### Velocità
| Atleta                                                             | Evento             | Batteria | Batteria  | Quarti   | Quarti    | Semifinale      | Semifinale      | Finale / Finale B | Finale / Finale B |
| Atleta                                                             | Evento             | Tempo    | Posizione | Tempo    | Posizione | Tempo           | Posizione       | Tempo             | Posizione         |
| ------------------------------------------------------------------ | ------------------ | -------- | --------- | -------- | --------- | --------------- | --------------- | ----------------- | ----------------- |
| Josephine Bulmer                                                   | C1 200 m femminile | 53"354   | 6ª q      | 51"474   | 7ª        | Non qualificata | Non qualificata | Non qualificata   | Non qualificata   |
| Bernadette Wallace                                                 | C1 200 m femminile | 48"209   | 5ª q      | 48"330   | 4ª        | Non qualificata | Non qualificata | Non qualificata   | Non qualificata   |
| Josephine Bulmer Bernadette Wallace                                | C2 500 m femminile | 2'11"322 | 7ª q      | 2'11"180 | 5ª qB     | N.D.            | N.D.            | 2'05"698          | 13ª               |
| Alyssa Bull                                                        | K1 500 m femminile | 1'49"416 | 3ª Q      | Bye      | Bye       | 1'54"038        | 4ª qB           | 1'56"799          | 16ª               |
| Alyce Wood                                                         | K1 500 m femminile | 1'48"572 | 2ª Q      | Bye      | Bye       | 1'53"079        | 2ª Q            | 1'57"251          | 8ª                |
| Thomas Green                                                       | K1 1000 m maschile | 3'39"492 | 2º Q      | Bye      | Bye       | 3'24"612        | 3º Q            | 3'28"360          | 7º                |
| Jean van der Westhuyzen                                            | K1 1000 m maschile | 3'46"186 | 3º q      | 3'46"104 | 1º Q      | 3'28"287        | 8º qB           | 3'26"955          | 11º               |
| Jaime Roberts Alyce Wood                                           | K2 500 m femminile | 1'52"097 | 5ª q      | 1'50"325 | 4ª Q      | 1'42"092        | 8ª qB           | 1'41"073          | 13ª               |
| Jo Brigden-Jones Alyssa Bull                                       | K2 500 m femminile | 1'45"499 | 3ª q      | 1'47"057 | 2ª Q      | 1'37"109        | 2ª Q            | 1'37"412          | 5ª                |
| Riley Fitzsimmons Jordan Wood                                      | K2 1000 m maschile | 3'18"453 | 3ª q      | 3'10"619 | 1ª Q      | 3'21"860        | 6ª qB           | 3'24"757          | 13ª               |
| Thomas Green Jean van der Westhuyzen                               | K2 1000 m maschile | 3'08"773 | 1ª Q      | Bye      | Bye       | 3'17"077        | 1ª Q            | 3'15"280          |                   |
| Riley Fitzsimmons Murray Stewart Lachlan Tame Jordan Wood          | K4 500 m maschile  | 1'22"662 | 2ª Q      | Bye      | Bye       | 1'24"868        | 2ª Q            | 1'25"025          | 6ª                |
| Jo Brigden-Jones Catherine McArthur Shannon Reynolds Jaime Roberts | K4 500 m femminile | 1'37"407 | 4ª q      | 1'37"601 | 5ª Q      | 1'38"170        | 4ª Q            | 1'39"797          | 7ª                |

## Canottaggio

### Uomini
| Atleta | Evento            | Batteria | Batteria  | Ripescaggio | Ripescaggio | Semifinale | Semifinale | Finale / Finale B | Finale / Finale B |
| Atleta | Evento            | Tempo    | Posizione | Tempo       | Posizione   | Tempo      | Posizione  | Tempo             | Posizione         |
| --- | ----------------- | -------- | --------- | ----------- | ----------- | ---------- | ---------- | ----------------- | ----------------- |
| Sam Hardy Joshua Hicks | Due senza         | 6'42"74  | 1ª Q      | Bye         | Bye         | 6'19"30    | 4ª qB      | 6'30"20           | 10ª               |
| Jack Hargreaves Alexander Hill Alexander Purnell Spencer Turrin                                                                  | Quattro senza     | 5'54"27  | 1ª Q      | Bye         | Bye         | N.D.       | N.D.       | 5'42"76           |                   |
| Caleb Antill Jack Cleary Cameron Girdlestone Luke Letcher                                                                        | Quattro di coppia | 5'41"54  | 2ª Q      | Bye         | Bye         | N.D.       | N.D.       | 5'33"97           |                   |
| Joshua Booth Angus Dawson Simon Keenan Nicholas Lavery Timothy Masters Jack O'Brien Nicholas Purnell Stuart Sim Angus Widdicombe | Otto maschile     | 5'43"66  | 4ª R      | 5'25"06     | 4ª Q        | N.D.       | N.D.       | 5'36"23           | 6ª                |

### Donne
| Atleta | Evento            | Batteria | Batteria  | Ripescaggio | Ripescaggio | Semifinale | Semifinale | Finale / Finale B | Finale / Finale B |
| Atleta | Evento            | Tempo    | Posizione | Tempo       | Posizione   | Tempo      | Posizione  | Tempo             | Posizione         |
| --- | ----------------- | -------- | --------- | ----------- | ----------- | ---------- | ---------- | ----------------- | ----------------- |
| Amanda Bateman Tara Rigney                                                                                                   | Due senza         | 7'21"75  | 1ª Q      | Bye         | Bye         | 6'49"82    | 4ª qB      | 6'56"46           | 7ª                |
| Annabelle McIntyre Jessica Morrison                                                                                          | Due di coppia     | 6'53"30  | 3ª Q      | Bye         | Bye         | 7'15"25    | 5ª qB      | 6'57"71           | 7ª                |
| Annabelle McIntyre Jessica Morrison Rosemary Popa Lucy Stephan                                                               | Quattro senza     | 6'28"76  | 1ª Q      | Bye         | Bye         | N.D.       | N.D.       | 6'15"37           |                   |
| Caitlin Cronin Harriet Hudson Rowena Meredith Ria Thompson                                                                   | Quattro di coppia | 6'26"21  | 4ª R      | 6'36"67     | 1ª Q        | N.D.       | N.D.       | 6'12"08           |                   |
| Olympia Aldersey Bronwyn Cox Molly Goodman Sarah Hawe Genevieve Horton Giorgia Patten James Rook Georgina Rowe Katrina Werry | Otto              | 6'18"95  | 3ª R      | 5'57"15     | 4ª Q        | N.D.       | N.D.       | 6'03"92           | 5ª                |

## Ciclismo

### Ciclismo su strada
| Atleta           | Evento                   | Tempo    | Posizione |
| ---------------- | ------------------------ | -------- | --------- |
| Luke Durbridge   | Corsa in linea maschile  | 6h21'46" | 72º       |
| Lucas Hamilton   | Corsa in linea maschile  | 6h21'46" | 71º       |
| Richie Porte     | Corsa in linea maschile  | 6h15'38" | 48º       |
| Grace Brown      | Corsa in linea femminile | 4h02'16" | 47ª       |
| Tiffany Cromwell | Corsa in linea femminile | 3h55'41" | 26ª       |
| Sarah Gigante    | Corsa in linea femminile | 4h01'08" | 40ª       |
| Amanda Spratt    | Corsa in linea femminile | DNF      | DNF       |
| Rohan Dennis     | Cronometro maschile      | 56'08"   |           |
| Richie Porte     | Cronometro maschile      | 1h00'53" | 27º       |
| Tiffany Cromwell | Cronometro femminile     | 33'01"60 | 11ª       |
| Amanda Spratt    | Cronometro femminile     | 31'22"22 | 4ª        |

### Ciclismo su pista
Velocità
| Atleta                                          | Evento                      | Qualificazione     | Qualificazione | Round 1          | R1       | Round 2           | R2              | Round 3          | R3              | Quarti               | Semifinale               | Finale / FB                  | Finale / FB     |
| Atleta                                          | Evento                      | Tempo Velocità     | Pos.           | Avversario Tempo | Tempo    | Avversario Tempo  | Tempo           | Avversario Tempo | Tempo           | Avversario Risultato | Avversario Risultato     | Avversario Risultato         | Pos.            |
| ----------------------------------------------- | --------------------------- | ------------------ | -------------- | ---------------- | -------- | ----------------- | --------------- | ---------------- | --------------- | -------------------- | ------------------------ | ---------------------------- | --------------- |
| Nathan Hart                                     | Velocità maschile           | 9"696 74,257 km/h  | 22º Q          | Carlin P +0"306  | P +0"185 | Non qualificato   | Non qualificato | Non qualificato  | Non qualificato | Non qualificato      | Non qualificato          | Non qualificato              | Non qualificato |
| Matthew Richardson                              | Velocità maschile           | 9"685 74,342 km/h  | 21º Q          | Paul P +0"618    | P +0"421 | Non qualificato   | Non qualificato | Non qualificato  | Non qualificato | Non qualificato      | Non qualificato          | Non qualificato              | Non qualificato |
| Kaarle McCulloch                                | Velocità femminile          | 10"679 67,422 km/h | 14ª Q          | Andrews P +0"255 | V 11"372 | Mitchell P +0"135 | P +0"117        | Non qualificata  | Non qualificata | Non qualificata      | Non qualificata          | Non qualificata              | Non qualificata |
| Matthew Glaetzer Nathan Hart Matthew Richardson | Velocità a squadre maschile | 42"371 63,723 km/h | 3ª Q           | N.D.             | N.D.     | N.D.              | N.D.            | N.D.             | N.D.            | N.D.                 | ROC V 42"103 64,128 km/h | Francia P 44"013 61,346 km/h | 4ª              |

Inseguimento
| Atleta                                                                          | Evento                           | Qualificazione | Qualificazione | Semifinale               | Semifinale | Finale               | Finale    |
| Atleta                                                                          | Evento                           | Tempo          | Posizione      | Avversario Risultato     | Posizione  | Avversario Risultato | Posizione |
| ------------------------------------------------------------------------------- | -------------------------------- | -------------- | -------------- | ------------------------ | ---------- | -------------------- | --------- |
| Leigh Howard Kelland O'Brien Luke Plapp Alexander Porter Sam Welsford           | Inseguimento a squadre maschile  | 3'48"448       | 5ª             | Svizzera V 3'44"902      | 4ª         | Nuova Zelanda V OVL  |           |
| Ashlee Ankudinoff Georgia Baker Annette Edmondson Alexandra Manly Maeve Plouffe | Inseguimento a squadre femminile | 4'13"571       | 7ª             | Nuova Zelanda V 4'09"992 | 5ª         | Italia V 4'11"041    | 5ª        |

Keirin
| Atleta             | Evento           | Round 1   | Ripescaggio | Round 2   | Semifinale      | Finale / FB     |
| Atleta             | Evento           | Posizione | Posizione   | Posizione | Posizione       | Posizione       |
| ------------------ | ---------------- | --------- | ----------- | --------- | --------------- | --------------- |
| Matthew Glaetzer   | Keirin maschile  | 3º R      | 1º Q        | 4º Q      | 2º Q            | 5º              |
| Matthew Richardson | Keirin maschile  | 2º Q      | Bye         | 5º        | Non qualificato | Non qualificato |
| Kaarle McCulloch   | Keirin femminile | 4ª R      | 2ª Q        | 2ª Q      | 5ª qB           | 9ª              |

Omnium
| Atleta            | Evento           | Scratch   | Scratch | Corsa a tempo | Corsa a tempo | Corsa a eliminazione | Corsa a eliminazione | Corsa a punti | Corsa a punti | Totale | Totale    |
| Atleta            | Evento           | Posizione | Punti   | Posizione     | Punti         | Posizione            | Punti                | Posizione     | Punti         | Punti  | Posizione |
| ----------------- | ---------------- | --------- | ------- | ------------- | ------------- | -------------------- | -------------------- | ------------- | ------------- | ------ | --------- |
| Sam Welsford      | Omnium maschile  | 6º        | 30      | 12º           | 16            | 9º                   | 24                   | 11º           | 9             | 79     | 11º       |
| Annette Edmondson | Omnium femminile | 3ª        | 36      | 12ª           | 18            | 18ª                  | 6                    | 13ª           | 1             | 61     | 12ª       |

Americana
| Atleta                       | Evento              | Punti  | Punti | Posizione |
| Atleta                       | Evento              | Sprint | Giri  | Posizione |
| ---------------------------- | ------------------- | ------ | ----- | --------- |
| Leigh Howard Kelland O'Brien | Americana maschile  | 3      | –20   | DNF       |
| Georgia Baker Maeve Plouffe  | Americana femminile | 9      | 0     | 7ª        |

### Mountain bike
| Atleta            | Evento                  | Tempo    | Posizione |
| ----------------- | ----------------------- | -------- | --------- |
| Daniel McConnell  | Cross-country maschile  | 1h33'12" | 30°       |
| Rebecca McConnell | Cross-country femminile | 1h30'29" | 28ª       |

### BMX
Corsa
| Atleta          | Evento          | Quarti | Quarti    | Semifinale      | Semifinale      | Finale          | Finale          |                 |                 |
| Atleta          | Evento          | Punti  | Posizione | Punti           | Posizione       | Tempo           | Posizione       |                 |                 |
| --------------- | --------------- | ------ | --------- | --------------- | --------------- | --------------- | --------------- | --------------- | --------------- |
| Anthony Dean    | Corsa maschile  | 16     | 6º        | Non qualificato | Non qualificato | Non qualificato | Non qualificato |                 |                 |
| Lauren Reynolds | Corsa femminile | 8      | 3ª Q      | 12              | 4ª Q            | 45'401"         | 5ª              |                 |                 |
| Saya Sakakibara | Corsa femminile | 11     | 4ª Q      | 14              | 5ª              | Non qualificata | Non qualificata | Non qualificata | Non qualificata |

Freestyle
| Atleta        | Evento              | Qualificazioni | Qualificazioni | Qualificazioni | Qualificazioni | Finale  | Finale  | Finale   | Finale    |
| Atleta        | Evento              | Prova 1        | Prova 2        | Media          | Posizione      | Prova 1 | Prova 2 | Migliore | Posizione |
| ------------- | ------------------- | -------------- | -------------- | -------------- | -------------- | ------- | ------- | -------- | --------- |
| Logan Martin  | Freestyle maschile  | 91,90          | 90,04          | 90,97          | 1º             | 93,30   | 41,40   | 93,30    |           |
| Natalya Diehm | Freestyle femminile | 77,40          | 79,00          | 78,20          | 5ª             | 86,00   | 80,50   | 86,00    | 5ª        |

## Equitazione

### Dressage
| Atleta                               | Cavallo    | Evento      | Grand Prix | Grand Prix | Grand Prix Special | Grand Prix Special | Grand Prix Freestyle | Grand Prix Freestyle | Grand Prix Freestyle | Grand Prix Freestyle |
| Atleta                               | Cavallo    | Evento      | Punteggio  | Classifica | Punteggio          | Classifica         | Tecnico              | Artistico            | Totale               | Classifica           |
| ------------------------------------ | ---------- | ----------- | ---------- | ---------- | ------------------ | ------------------ | -------------------- | -------------------- | -------------------- | -------------------- |
| Mary Hanna                           | Calanta    | Individuale | 67,981     | 40ª        | N.D.               | N.D.               | Non qualificata      | Non qualificata      | Non qualificata      | Non qualificata      |
| Kelly Layne                          | Samhitas   | Individuale | 58,354     | 57ª        | N.D.               | N.D.               | Non qualificata      | Non qualificata      | Non qualificata      | Non qualificata      |
| Simone Pearce                        | Destano    | Individuale | 68,494     | 36ª        | N.D.               | N.D.               | Non qualificata      | Non qualificata      | Non qualificata      | Non qualificata      |
| Mary Hanna Kelly Layne Simone Pearce | Vedi sopra | Squadre     | 6273,5     | 12ª        | Non qualificata    | Non qualificata    | N.D.                 | N.D.                 | N.D.                 | N.D.                 |

### Concorso completo
| Atleta                            | Cavallo           | Evento      | Dressage | Dressage | Cross-country | Cross-country | Cross-country | Salto ostacoli | Salto ostacoli | Salto ostacoli | Salto ostacoli | Salto ostacoli | Salto ostacoli | Totale   | Totale |
| Atleta                            | Cavallo           | Evento      | Dressage | Dressage | Cross-country | Cross-country | Cross-country | Qualificazione | Qualificazione | Qualificazione | Finale         | Finale         | Finale         | Totale   | Totale |
| Atleta                            | Cavallo           | Evento      | Penalità | Pos.     | Penalità      | Totale        | Pos.          | Penalità       | Totale         | Pos.           | Penalità       | Totale         | Pos.           | Penalità | Pos.   |
| --------------------------------- | ----------------- | ----------- | -------- | -------- | ------------- | ------------- | ------------- | -------------- | -------------- | -------------- | -------------- | -------------- | -------------- | -------- | ------ |
| Andrew Hoy                        | Vassily de Lassos | Individuale | 29,60    | 13º      | 0,00          | 29,60         | 7º            | 0,00           | 29,60          | 4º             | 0,00           | 29,60          | 3º             | 29,60    |        |
| Shane Rose                        | Virgil            | Individuale | 31,70    | 24º      | 0,00          | 31,70         | 9º            | 4,00           | 35,70          | 12º            | 4,00           | 39,70          | 10º            | 39,70    | 10º    |
| Kevin McNab                       | Don Quidam        | Individuale | 32,10    | 25º      | 2,80          | 34,90         | 15º           | 0,00           | 34,90          | 11º            | 12,00          | 46,90          | 14º            | 46,90    | 14º    |
| Andrew Hoy Kevin McNab Shane Rose | Vedi sopra        | Squadre     | 93,40    | 6ª       | 2,80          | 96,20         | 2ª            | 4,00           | 100,20         | 2ª             | N.D.           | N.D.           | N.D.           | 100,20   |        |

### Salto ostacoli
| Atleta                | Cavallo            | Evento      | Qualificazione | Qualificazione | Finale          | Finale          | Jump-off        | Jump-off        |
| Atleta                | Cavallo            | Evento      | Penalità       | Pos.           | Penalità        | Pos.            | Penalità        | Pos.            |
| --------------------- | ------------------ | ----------- | -------------- | -------------- | --------------- | --------------- | --------------- | --------------- |
| Katie Laurie          | Casebrooke Lomond  | Individuale | R              | R              | Non qualificata | Non qualificata | Non qualificata | Non qualificata |
| Edwina Tops-Alexander | Identity Vitsereol | Individuale | 4              | 39º            | Non qualificata | Non qualificata | Non qualificata | Non qualificata |

## Ginnastica

### Ginnastica artistica
| Atleta          | Evento                         | Qualificazione | Qualificazione | Qualificazione | Qualificazione | Qualificazione | Qualificazione | Qualificazione | Qualificazione | Finale          | Finale          | Finale          | Finale          | Finale          | Finale          | Finale          | Finale          |
| Atleta          | Evento                         | Attrezzo       | Attrezzo       | Attrezzo       | Attrezzo       | Attrezzo       | Attrezzo       | Totale         | Pos.           | Attrezzo        | Attrezzo        | Attrezzo        | Attrezzo        | Attrezzo        | Attrezzo        | Totale          | Pos.            |
| Atleta          | Evento                         | CL             | V              | T              | Pa             | Ps             | S              | Totale         | Pos.           | CL              | V               | T               | Pa              | Ps              | S               | Totale          | Pos.            |
| --------------- | ------------------------------ | -------------- | -------------- | -------------- | -------------- | -------------- | -------------- | -------------- | -------------- | --------------- | --------------- | --------------- | --------------- | --------------- | --------------- | --------------- | --------------- |
| Tyson Bull      | Sbarra maschile                | N.D.           | N.D.           | N.D.           | N.D.           | N.D.           | 14.433         | N.D.           | 7º Q           | N.D.            | N.D.            | N.D.            | N.D.            | N.D.            | 12.566          | N.D.            | 5º              |
| Tyson Bull      | Parallele maschile             | N.D.           | N.D.           | N.D.           | N.D.           | 13.566         | N.D.           | N.D.           | 54º            | Non qualificato | Non qualificato | Non qualificato | Non qualificato | Non qualificato | Non qualificato | Non qualificato | Non qualificato |
| Georgia Godwin  | Concorso individuale femminile | 13.166         | 13.766         | 12.900         | 13.033         | N.D.           | N.D.           | 52.865         | 37ª            | Non qualificata | Non qualificata | Non qualificata | Non qualificata | Non qualificata | Non qualificata | Non qualificata | Non qualificata |
| Emily Whitehead | Concorso individuale femminile | 12.566         | 14.000         | 12.666         | 13.066         | N.D.           | N.D.           | 52.298         | 44ª            | Non qualificata | Non qualificata | Non qualificata | Non qualificata | Non qualificata | Non qualificata | Non qualificata | Non qualificata |

### Ginnastica ritmica
| Atleta                                                                        | Evento               | Qualificazione | Qualificazione | Qualificazione        | Qualificazione        | Qualificazione | Qualificazione | Finale          | Finale          | Finale                | Finale                | Finale          | Finale          |
| Atleta                                                                        | Evento               | Attrezzo       | Attrezzo       | Attrezzo              | Attrezzo              | Totale         | Pos.           | Attrezzo        | Attrezzo        | Attrezzo              | Attrezzo              | Totale          | Pos.            |
| Atleta                                                                        | Evento               | Cerchio        | Palla          | Clavi                 | Nastro                | Totale         | Pos.           | Cerchio         | Palla           | Clavi                 | Nastro                | Totale          | Pos.            |
| ----------------------------------------------------------------------------- | -------------------- | -------------- | -------------- | --------------------- | --------------------- | -------------- | -------------- | --------------- | --------------- | --------------------- | --------------------- | --------------- | --------------- |
| Lidija Jakovleva                                                              | Concorso individuale | 20.600         | 19.800         | 22.325                | 16.050                | 78.775         | 23ª            | Non qualificata | Non qualificata | Non qualificata       | Non qualificata       | Non qualificata | Non qualificata |
| Emily Abbot Alexandra Aristoteli Alannah Matthews Himeka Onoda Felicity White | Concorso a squadre   | 5 palle        | 5 palle        | 3 cerchi e 2 clavette | 3 cerchi e 2 clavette | 40.350         | 14ª            | 5 palle         | 5 palle         | 3 cerchi e 2 clavette | 3 cerchi e 2 clavette | Non qualificata | Non qualificata |
| Emily Abbot Alexandra Aristoteli Alannah Matthews Himeka Onoda Felicity White | Concorso a squadre   | 20.850         | 20.850         | 19.500                | 19.500                | 40.350         | 14ª            | Non qualificata | Non qualificata | Non qualificata       | Non qualificata       | Non qualificata | Non qualificata |

### Trampolino elastico
| Atleta            | Evento               | Qualificazione | Qualificazione | Finale          | Finale          |
| Atleta            | Evento               | Punti          | Posizione      | Punti           | Posizione       |
| ----------------- | -------------------- | -------------- | -------------- | --------------- | --------------- |
| Dominic Clarke    | Trampolino maschile  | 111.680        | 4º Q           | 24.955          | 8º              |
| Jessica Pickering | Trampolino femminile | 34.190         | 16ª            | Non qualificata | Non qualificata |

## Golf
| Atleta        | Torneo    | Round 1   | Round 2   | Round 3   | Round 4   | Totale    | Totale | Totale    |
| Atleta        | Torneo    | Punteggio | Punteggio | Punteggio | Punteggio | Punteggio | Par    | Posizione |
| ------------- | --------- | --------- | --------- | --------- | --------- | --------- | ------ | --------- |
| Marc Leishman | Maschile  | 70        | 71        | 72        | 69        | 282       | −2     | 51º       |
| Cameron Smith | Maschile  | 71        | 67        | 66        | 66        | 270       | −14    | 10º       |
| Hannah Green  | Femminile | 71        | 65        | 67        | 68        | 271       | −13    | 5ª        |
| Minjee Lee    | Femminile | 71        | 68        | 73        | 68        | 280       | −4     | 29ª       |

## Hockey su prato
| Squadra             | Torneo    | Girone               | Girone               | Girone               | Girone               | Girone               | Girone | Quarti                  | Semifinali           | Finale               | Pos.            |
| Squadra             | Torneo    | Avversario Punteggio | Avversario Punteggio | Avversario Punteggio | Avversario Punteggio | Avversario Punteggio | Pos.   | Avversario Punteggio    | Avversario Punteggio | Avversario Punteggio | Pos.            |
| ------------------- | --------- | -------------------- | -------------------- | -------------------- | -------------------- | -------------------- | ------ | ----------------------- | -------------------- | -------------------- | --------------- |
| Nazionale maschile  | Maschile  | Giappone V 5–3       | India V 7–1          | Argentina V 5–2      | Nuova Zelanda V 4–2  | Spagna N 1–1         | 1ª Q   | Paesi Bassi V 2–2 (3–0) | Germania V 3–1       | Belgio P 1–1 (2–3)   |                 |
| Nazionale femminile | Femminile | Spagna V 3–1         | Cina V 6–0           | Giappone V 1–0       | Nuova Zelanda V 1–0  | Argentina V 2–0      | 1ª Q   | India P 0–1             | Non qualificata      | Non qualificata      | Non qualificata |

## Judo
| Atleta            | Evento          | Preliminari          | 16-esimi             | Ottavi               | Quarti               | Semifinali           | Ripescaggio          | Finale               | Pos.            |
| Atleta            | Evento          | Avversario Punteggio | Avversario Punteggio | Avversario Punteggio | Avversario Punteggio | Avversario Punteggio | Avversario Punteggio | Avversario Punteggio | Pos.            |
| ----------------- | --------------- | -------------------- | -------------------- | -------------------- | -------------------- | -------------------- | -------------------- | -------------------- | --------------- |
| Nathan Katz       | 66 kg maschile  | Bye                  | Postigos V 10–00     | Shmailov P 00–01     | Non qualificato      | Non qualificato      | Non qualificato      | Non qualificato      | Non qualificato |
| Katharina Haecker | 63 kg femminile | Bye                  | Sharir V 10–00       | Franssen P 00–10     | Non qualificata      | Non qualificata      | Non qualificata      | Non qualificata      | Non qualificata |
| Aoife Coughlan    | 70 kg femminile | Bye                  | Biribo V 10–0        | Scoccimarro P 0–10   | Non qualificata      | Non qualificata      | Non qualificata      | Non qualificata      | Non qualificata |

## Karate
| Atleta          | Evento         | Girone               | Girone               | Girone               | Girone               | Girone | Semifinali           | Finale               | Pos.            |
| Atleta          | Evento         | Avversario Punteggio | Avversario Punteggio | Avversario Punteggio | Avversario Punteggio | Pos.   | Avversario Punteggio | Avversario Punteggio | Pos.            |
| --------------- | -------------- | -------------------- | -------------------- | -------------------- | -------------------- | ------ | -------------------- | -------------------- | --------------- |
| Tsuneari Yahiro | 75 kg maschile | Azhikanov P 3–6      | Busà P 0–5           | Ağayev P 0–5         | Bitsch P 3–5         | 5º     | Non qualificato      | Non qualificato      | Non qualificato |

## Nuoto

### Uomini
| Atleta                                                                                                | Evento               | Batterie | Batterie  | Semifinali      | Semifinali      | Finale          | Finale          |
| Atleta                                                                                                | Evento               | Tempo    | Posizione | Tempo           | Posizione       | Tempo           | Posizione       |
| --- | -------------------- | -------- | --------- | --------------- | --------------- | --------------- | --------------- |
| Cameron McEvoy                                                                                        | 50 m stile libero    | 22"31    | 29º       | Non qualificato | Non qualificato | Non qualificato | Non qualificato |
| Kyle Chalmers                                                                                         | 100 m stile libero   | 47"77    | 3º Q      | 47"80           | 6º Q            | 47"08           |                 |
| Cameron McEvoy                                                                                        | 100 m stile libero   | 48"72    | 24º       | Non qualificato | Non qualificato | Non qualificato | Non qualificato |
| Thomas Neill                                                                                          | 200 m stile libero   | 1'45"81  | 8º Q      | 1'45"74         | 9º              | Non qualificato | Non qualificato |
| Elijah Winnington                                                                                     | 200 m stile libero   | 1'46"99  | 22º       | Non qualificato | Non qualificato | Non qualificato | Non qualificato |
| Jack McLoughlin                                                                                       | 400 m stile libero   | 3'45"20  | 4º Q      | N.D.            | N.D.            | 3'43"52         |                 |
| Elijah Winnington                                                                                     | 400 m stile libero   | 3'45"20  | 4º Q      | N.D.            | N.D.            | 3'45"20         | 7º              |
| Jack McLoughlin                                                                                       | 800 m stile libero   | 7'46"94  | 6º Q      | N.D.            | N.D.            | 7'45"00         | 5º              |
| Jack McLoughlin                                                                                       | 1500 m stile libero  | 14'56"98 | 10º       | N.D.            | N.D.            | Non qualificato | Non qualificato |
| Thomas Neill                                                                                          | 1500 m stile libero  | 15'04"65 | 16º       | N.D.            | N.D.            | Non qualificato | Non qualificato |
| Isaac Cooper                                                                                          | 100 m dorso          | 53"73    | 13º Q     | 53"43           | 12º             | Non qualificato | Non qualificato |
| Mitch Larkin                                                                                          | 100 m dorso          | 52"92    | 4º Q      | 52"76           | 3º Q            | 52"79           | 7º              |
| Tristan Hollard                                                                                       | 200 m dorso          | 1'57"24  | 10º Q     | 1'56"92         | 10º             | Non qualificato | Non qualificato |
| Zac Stubblety-Cook                                                                                    | 100 m rana           | 1'00"05  | 24º       | Non qualificato | Non qualificato | Non qualificato | Non qualificato |
| Matthew Wilson                                                                                        | 100 m rana           | 1'00"03  | 22º       | Non qualificato | Non qualificato | Non qualificato | Non qualificato |
| Zac Stubblety-Cook                                                                                    | 200 m rana           | 2'07"37  | 1º Q      | 2'07"35         | 1º Q            | 2'06"38         |                 |
| Matthew Wilson                                                                                        | 200 m rana           | 2'09"29  | 10º Q     | 2'10"10         | 14º             | Non qualificato | Non qualificato |
| David Morgan                                                                                          | 100 m farfalla       | 52"31    | 29º       | Non qualificato | Non qualificato | Non qualificato | Non qualificato |
| Matthew Temple                                                                                        | 100 m farfalla       | 51"39    | 8º Q      | 51"12           | 6º Q            | 50"92           | 5º              |
| David Morgan                                                                                          | 200 m farfalla       | 2'00"27  | 35º       | Non qualificato | Non qualificato | Non qualificato | Non qualificato |
| Matthew Temple                                                                                        | 200 m farfalla       | 1'56"25  | 18º       | Non qualificato | Non qualificato | Non qualificato | Non qualificato |
| Mitch Larkin                                                                                          | 200 m misti          | 1'57"50  | 9º Q      | 1'57"80         | 10º             | Non qualificato | Non qualificato |
| Brendon Smith                                                                                         | 200 m misti          | 1'58"57  | 22º       | Non qualificato | Non qualificato | Non qualificato | Non qualificato |
| Se-Bom Lee                                                                                            | 400 m misti          | 4'15"76  | 16º       | N.D.            | N.D.            | Non qualificato | Non qualificato |
| Brendon Smith                                                                                         | 400 m misti          | 4'09"27  | 1º Q      | N.D.            | N.D.            | 4'10"38         |                 |
| Kyle Chalmers Alexander Graham Zac Incerti Cameron McEvoy Matthew Temple                              | 4×100 m stile libero | 3'11"89  | 3ª Q      | N.D.            | N.D.            | 3'10"22         |                 |
| Kyle Chalmers Alexander Graham Mack Horton Zac Incerti Thomas Neill Elijah Winnington                 | 4×200 m stile libero | 7'05"00  | 2ª Q      | N.D.            | N.D.            | 7'01"84         |                 |
| Kyle Chalmers Isaac Cooper Mitch Larkin Cameron McEvoy David Morgan Zac Stubblety-Cook Matthew Temple | 4×100 m misti        | 3'32"08  | 6ª Q      | N.D.            | N.D.            | 3'29"60         | 5ª              |
| Kai Edwards                                                                                           | Maratona 10 km       | N.D.     | N.D.      | N.D.            | N.D.            | 1h53'04"0       | 12º             |

### Donne
| Atleta | Evento               | Batterie | Batterie  | Semifinali      | Semifinali      | Finale          | Finale          |
| Atleta | Evento               | Tempo    | Posizione | Tempo           | Posizione       | Tempo           | Posizione       |
| --- | -------------------- | -------- | --------- | --------------- | --------------- | --------------- | --------------- |
| Cate Campbell | 50 m stile libero    | 24"15    | 3ª Q      | 24"27           | 6ª Q            | 24"36           | 7ª              |
| Emma McKeon | 50 m stile libero    | 24"02    | 1ª Q      | 24"00           | 1ª Q            | 23"81           |                 |
| Cate Campbell | 100 m stile libero   | 52'80    | 4ª Q      | 52'71           | 3ª Q            | 52"52           |                 |
| Emma McKeon | 100 m stile libero   | 52'13    | 1ª Q      | 52'32           | 1ª Q            | 51"96           |                 |
| Ariarne Titmus | 200 m stile libero   | 1'55"88  | 3ª Q      | 1'54"82         | 1ª Q            | 1'53"50         |                 |
| Madison Wilson | 200 m stile libero   | 1'55"87  | 4ª Q      | 1'56"58         | 8ª Q            | 1'56"39         | 8ª              |
| Tamsin Cook | 400 m stile libero   | 4'04"80  | 9ª        | N.D.            | N.D.            | Non qualificata | Non qualificata |
| Ariarne Titmus | 400 m stile libero   | 4'01"66  | 3ª Q      | N.D.            | N.D.            | 3'56"99         |                 |
| Kiah Melverton | 800 m stile libero   | 8'20"45  | 7ª Q      | N.D.            | N.D.            | 8'22"25         | 6ª              |
| Ariarne Titmus | 800 m stile libero   | 8'18"99  | 6ª Q      | N.D.            | N.D.            | 8'13"83         |                 |
| Maddy Gough | 1500 m stile libero  | 15'56"81 | 7ª Q      | N.D.            | N.D.            | 16'05"81        | 8ª              |
| Kiah Melverton | 1500 m stile libero  | 15'58"96 | 8ª Q      | N.D.            | N.D.            | 16'00"36        | 6ª              |
| Kaylee McKeown | 100 m dorso          | 57"88    | 1ª Q      | 58"11           | 3ª Q            | 57"47           |                 |
| Emily Seebohm | 100 m dorso          | 58"86    | 5ª Q      | 58"59           | 6ª Q            | 58"45           | 5ª              |
| Kaylee McKeown | 200 m dorso          | 2'08"18  | 1ª Q      | 2'07"93         | 5ª Q            | 2'04"68         |                 |
| Emily Seebohm | 200 m dorso          | 2'09"10  | 8ª Q      | 2'07"09         | 1ª Q            | 2'06"17         |                 |
| Jessica Hansen | 100 m rana           | 1'07"50  | 20ª       | Non qualificata | Non qualificata | Non qualificata | Non qualificata |
| Chelsea Hodges | 100 m rana           | 1'06"70  | 12ª Q     | 1'06"60         | 9ª              | Non qualificata | Non qualificata |
| Abbey Harkin | 200 m rana           | 2'24"41  | 17ª       | Non qualificata | Non qualificata | Non qualificata | Non qualificata |
| Jenna Strauch | 200 m rana           | 2'23"30  | 9ª Q      | 2'24"25         | 9ª              | Non qualificata | Non qualificata |
| Emma McKeon | 100 m farfalla       | 58"86    | 1ª Q      | 56"33           | 3ª Q            | 55"72           |                 |
| Brianna Throssell | 100 m farfalla       | 58"08    | 16ª Q     | 57"59           | 12ª             | Non qualificata | Non qualificata |
| Brianna Throssell | 200 m farfalla       | 2'09"34  | 9ª Q      | 2'08"41         | 6ª Q            | 2'09"48         | 8ª              |
| Bronte Campbell Cate Campbell Meg Harris Emma McKeon Mollie O'Callaghan Madison Wilson                               | 4×100 m stile libero | 3'31"73  | 1ª Q      | N.D.            | N.D.            | 3'29"69         |                 |
| Meg Harris Emma McKeon Leah Neale Mollie O'Callaghan Ariarne Titmus Madison Wilson                                   | 4×200 m stile libero | 7'44"61  | 1ª Q      | N.D.            | N.D.            | 7'44"29         |                 |
| Cate Campbell Jessica Hansen Chelsea Hodges Emma McKeon Kaylee McKeown Emily Seebohm Jenna Strauch Brianna Throssell | 4×100 m misti        | 3'55"39  | 1ª Q      | N.D.            | N.D.            | 3'51"60         |                 |
| Kareena Lee | Maratona 10 km       | N.D.     | N.D.      | N.D.            | N.D.            | 1h59'32"5       |                 |

### Misto
| Atleta                                                       | Evento        | Batterie | Batterie  | Finale  | Finale    |
| Atleta                                                       | Evento        | Tempo    | Posizione | Tempo   | Posizione |
| ------------------------------------------------------------ | ------------- | -------- | --------- | ------- | --------- |
| Kaylee McKeown Zac Stubblety-Cook Matthew Temple Emma McKeon | 4×100 m misti | 3'42"35  | 4ª Q      | 3'38"95 |           |

## Nuoto artistico
| Atleta | Evento  | Programma tecnico | Programma tecnico | Programma libero (preliminari) | Programma libero (preliminari) | Programma libero (preliminari) | Programma libero (finale) | Programma libero (finale) | Programma libero (finale) |
| Atleta | Evento  | Punti             | Classifica        | Punti                          | Punti totali                   | Classifica                     | Punti                     | Punti totali              | Classifica                |
| --- | ------- | ----------------- | ----------------- | ------------------------------ | ------------------------------ | ------------------------------ | ------------------------- | ------------------------- | ------------------------- |
| Emily Rogers Amie Thompson                                                                                                | Duo     | 75,5343           | 20ª               | 76,3667                        | 151,9010                       | 20ª                            | Non qualificate           | Non qualificate           | Non qualificate           |
| Carolyn Rayna Buckle Hannah Burkhill Kiera Gazzard Alessandra Ho Kirsten Kinash Rachel Presser Emily Rogers Amie Thompson | Squadre | 75,6351           | 9ª                | N.D.                           | N.D.                           | N.D.                           | 77,3667                   | 153,0018                  | 9ª                        |

## Pallacanestro
| Squadra             | Torneo    | Girone               | Girone               | Girone               | Girone | Quarti               | Semifinali           | Finale / FB          | Pos. |
| Squadra             | Torneo    | Avversario Punteggio | Avversario Punteggio | Avversario Punteggio | Pos.   | Avversario Punteggio | Avversario Punteggio | Avversario Punteggio | Pos. |
| ------------------- | --------- | -------------------- | -------------------- | -------------------- | ------ | -------------------- | -------------------- | -------------------- | ---- |
| Nazionale maschile  | Maschile  | Nigeria V 84–67      | Italia V 86–83       | Germania V 89–76     | 1ª Q   | Argentina V 97-59    | Stati Uniti P 78–97  | Slovenia V 107–93    |      |
| Nazionale femminile | Femminile | Belgio P 70–85       | Cina P 74–76         | Porto Rico V 96-69   | 3ª Q   | Stati Uniti P 55–79  | Non qualificata      | Non qualificata      | 8ª   |

## Pallanuoto
| Squadra             | Torneo    | Girone               | Girone               | Girone               | Girone               | Girone               | Girone | Quarti               | Semifinali                            | Finale                             | Pos. |
| Squadra             | Torneo    | Avversario Punteggio | Avversario Punteggio | Avversario Punteggio | Avversario Punteggio | Avversario Punteggio | Pos.   | Avversario Punteggio | Avversario Punteggio                  | Avversario Punteggio               | Pos. |
| ------------------- | --------- | -------------------- | -------------------- | -------------------- | -------------------- | -------------------- | ------ | -------------------- | ------------------------------------- | ---------------------------------- | ---- |
| Nazionale maschile  | Maschile  | Montenegro P 10–15   | Croazia V 11–8       | Serbia P 8–14        | Spagna P 5–16        | Kazakistan V 15–7    | 5ª     | Non qualificata      | Non qualificata                       | Non qualificata                    | 9ª   |
| Nazionale femminile | Femminile | Canada V 8–5         | Paesi Bassi V 15–12  | Spagna P 9–15        | Sudafrica V 14–1     | N.D.                 | 3ª Q   | ROC P 8–9            | Semifinale 5º/8º posto Canada V 14–12 | Finale 5º posto Paesi Bassi V 14–7 | 5ª   |

## Pentathlon moderno
| Atleta         | Evento         | Scherma   | Scherma | Scherma | Nuoto   | Nuoto | Nuoto | Equitazione | Equitazione | Equitazione | Combinato (corsa e pistola) | Combinato (corsa e pistola) | Combinato (corsa e pistola) | Totale | Posizione finale |
| Atleta         | Evento         | Risultati | Pos.    | Punti   | Tempo   | Pos.  | Punti | Penalità    | Pos.        | Punti       | Tempo                       | Pos.                        | Punti                       | Totale | Posizione finale |
| -------------- | -------------- | --------- | ------- | ------- | ------- | ----- | ----- | ----------- | ----------- | ----------- | --------------------------- | --------------------------- | --------------------------- | ------ | ---------------- |
| Edward Fernon  | Gara maschile  | 9+3       | 31º     | 157     | 2'10"85 | 36º   | 289   | 12,00       | 12º         | 288         | 12'05"89                    | 33º                         | 575                         | 1309   | 31º              |
| Marina Carrier | Gara femminile | 18+0      | 17ª     | 208     | 2'17"35 | 27ª   | 276   | 4,00        | 3ª          | 296         | 13'43"86                    | 34ª                         | 477                         | 1257   | 27ª              |

## Rugby a 7
| Squadra             | Torneo    | Girone               | Girone               | Girone                | Girone | Quarti               | Semifinale                               | Finale                             | Pos. |
| Squadra             | Torneo    | Avversario Punteggio | Avversario Punteggio | Avversario Punteggio  | Pos.   | Avversario Punteggio | Avversario Punteggio                     | Avversario Punteggio               | Pos. |
| ------------------- | --------- | -------------------- | -------------------- | --------------------- | ------ | -------------------- | ---------------------------------------- | ---------------------------------- | ---- |
| Nazionale maschile  | Maschile  | Argentina P 19–29    | Corea del Sud V 42–5 | Nuova Zelanda P 12–14 | 3ª Q   | Figi P 0–19          | Semifinale 5º/8º posto Sudafrica P 19–22 | Finale 7º posto Canada V 26–7      | 7ª   |
| Nazionale femminile | Femminile | Giappone V 48–0      | Cina V 26–10         | Stati Uniti P 12–14   | 2ª Q   | Figi P 12–14         | Semifinale 5º/8º posto ROC V 35–7        | Finale 5º posto Stati Uniti V 17–7 | 5ª   |

## Skateboard
| Atleta            | Evento           | Qualificazione | Qualificazione | Finale          | Finale          |
| Atleta            | Evento           | Punteggio      | Pos.           | Punteggio       | Pos.            |
| ----------------- | ---------------- | -------------- | -------------- | --------------- | --------------- |
| Keegan Palmer     | Park maschile    | 77,00          | 5º Q           | 95,83           |                 |
| Kieran Woolley    | Park maschile    | 82,69          | 2º Q           | 82,04           | 5º              |
| Poppy Starr Olsen | Park femminile   | 44,03          | 6ª Q           | 46,04           | 5ª              |
| Shane O'Neill     | Street maschile  | 19,52          | 16º            | Non qualificato | Non qualificato |
| Hayley Wilson     | Street femminile | 5,34           | 16ª            | Non qualificata | Non qualificata |

## Softball
| Squadra             | Torneo    | Girone               | Girone               | Girone               | Girone               | Girone               | Girone | Finale               | Pos.            |
| Squadra             | Torneo    | Avversario Punteggio | Avversario Punteggio | Avversario Punteggio | Avversario Punteggio | Avversario Punteggio | Pos.   | Avversario Punteggio | Pos.            |
| ------------------- | --------- | -------------------- | -------------------- | -------------------- | -------------------- | -------------------- | ------ | -------------------- | --------------- |
| Nazionale femminile | Femminile | Giappone P 1–8       | Italia V 1–0         | Canada P 1–7         | Stati Uniti P 1–2    | Messico P 1–4        | 5ª     | Non qualificata      | Non qualificata |

## Sollevamento pesi
| Atleta                | Evento           | Strappo   | Strappo    | Slancio   | Slancio    | Totale | Classifica |
| Atleta                | Evento           | Risultato | Classifica | Risultato | Classifica | Totale | Classifica |
| --------------------- | ---------------- | --------- | ---------- | --------- | ---------- | ------ | ---------- |
| Brandon Wakeling      | 73 kg maschile   | 125       | 14º        | 166       | 13º        | 291    | 13º        |
| Matthew Lydement      | 109 kg maschile  | 158       | 12º        | 180       | 12º        | 338    | 12º        |
| Erika Yamasaki        | 59 kg femminile  | 75        | 12ª        | 95        | 12ª        | 170    | 12ª        |
| Kiana Elliott         | 64 kg femminile  | 101       | 6ª         | 108       | 11ª        | 209    | 11ª        |
| Charisma Amoe-Tarrant | +87 kg femminile | 105       | 7ª         | 138       | 6ª         | 243    | 6ª         |

## Surf
| Atleta            | Evento               | Round 1   | Round 1 | Round 2   | Round 2 | Round 3                   | Quarti                  | Semifinale               | Finale / FB            | Pos.            |
| Atleta            | Evento               | Punteggio | Pos.    | Punteggio | Pos.    | Avversario Risultato      | Avversario Risultato    | Avversario Risultato     | Avversario Risultato   | Pos.            |
| ----------------- | -------------------- | --------- | ------- | --------- | ------- | ------------------------- | ----------------------- | ------------------------ | ---------------------- | --------------- |
| Julian Wilson     | Shortboard maschile  | 8,77      | 4º R2   | 11,27     | 3º R3   | Medina P (13,00–14,33)    | Non qualificato         | Non qualificato          | Non qualificato        | Non qualificato |
| Owen Wright       | Shortboard maschile  | 10,40     | 1º R3   | Bye       | Bye     | Florès V (15,00–12,90)    | Mesinas V (12,74–7,83)  | Ferreira P (12,47–13,17) | Medina V (11,97–11,77) |                 |
| Sally Fitzgibbons | Shortboard femminile | 12,50     | 1ª R3   | Bye       | Bye     | Ado V (10,86–9,03)        | Tsuzuki P (11,67–13,27) | Non qualificata          | Non qualificata        | Non qualificata |
| Stephanie Gilmore | Shortboard femminile | 14,50     | 1ª R3   | Bye       | Bye     | Buitendag P (10,00–13,93) | Non qualificata         | Non qualificata          | Non qualificata        | Non qualificata |

## Taekwondo
| Atleta        | Evento           | Qualificazioni       | Ottavi               | Quarti               | Semifinali           | Ripescaggio          | Finale               | Pos.            |
| Atleta        | Evento           | Avversario Punteggio | Avversario Punteggio | Avversario Punteggio | Avversario Punteggio | Avversario Punteggio | Avversario Punteggio | Pos.            |
| ------------- | ---------------- | -------------------- | -------------------- | -------------------- | -------------------- | -------------------- | -------------------- | --------------- |
| Safwan Khalil | 58 kg maschile   | N.D.                 | Sawekwiharee P 7–23  | Non qualificato      | Non qualificato      | Non qualificato      | Non qualificato      | Non qualificato |
| Jack Marton   | 80 kg maschile   | N.D.                 | Eissa P 1–11         | Non qualificato      | Non qualificato      | Non qualificato      | Non qualificato      | Non qualificato |
| Stacey Hymer  | 57 kg femminile  | Bye                  | Park P 15–25         | Non qualificata      | Non qualificata      | Non qualificata      | Non qualificata      | Non qualificata |
| Reba Stewart  | +67 kg femminile | N.D.                 | Kowalczuk P 2–7      | Non qualificata      | Non qualificata      | Non qualificata      | Non qualificata      | Non qualificata |

## Tennis

### Singolare
| Atleta           | Evento              | 32-esimi                        | 16-esimi                               | Ottavi               | Quarti               | Semifinali           | Finale               | Pos.            |
| Atleta           | Evento              | Avversario Punteggio            | Avversario Punteggio                   | Avversario Punteggio | Avversario Punteggio | Avversario Punteggio | Avversario Punteggio | Pos.            |
| ---------------- | ------------------- | ------------------------------- | -------------------------------------- | -------------------- | -------------------- | -------------------- | -------------------- | --------------- |
| James Duckworth  | Singolare maschile  | Klein V (5–7, 6–3, 7–6(4))      | Chačanov P (5–7, 1–6)                  | Non qualificato      | Non qualificato      | Non qualificato      | Non qualificato      | Non qualificato |
| John Millman     | Singolare maschile  | Musetti V (6–3, 6–4)            | Davidovich Fokina P (4–6, 7–6(4), 3–6) | Non qualificato      | Non qualificato      | Non qualificato      | Non qualificato      | Non qualificato |
| Max Purcell      | Singolare maschile  | Auger-Aliassime V (6–4, 7–6(2)) | Koepfer P (3–6, 0–6)                   | Non qualificato      | Non qualificato      | Non qualificato      | Non qualificato      | Non qualificato |
| Luke Saville     | Singolare maschile  | Hurkacz P (2–6, 4–6)            | Non qualificato                        | Non qualificato      | Non qualificato      | Non qualificato      | Non qualificato      | Non qualificato |
| Ashleigh Barty   | Singolare femminile | Sorribes Tormo P (4–6, 3–6)     | Non qualificata                        | Non qualificata      | Non qualificata      | Non qualificata      | Non qualificata      | Non qualificata |
| Samantha Stosur  | Singolare femminile | Rybakina P (4–6, 2–6)           | Non qualificata                        | Non qualificata      | Non qualificata      | Non qualificata      | Non qualificata      | Non qualificata |
| Ajla Tomljanović | Singolare femminile | Švedova V (7–5, 3–2, R)         | Svitolina P (6–4, 3–6, 4–6)            | Non qualificata      | Non qualificata      | Non qualificata      | Non qualificata      | Non qualificata |

### Doppio
| Atleta                       | Evento           | 16-esimi                                  | Ottavi                               | Quarti                                    | Semifinali                                 | Finale / FB               | Pos.            |
| Atleta                       | Evento           | Avversario Punteggio                      | Avversario Punteggio                 | Avversario Punteggio                      | Avversario Punteggio                       | Avversario Punteggio      | Pos.            |
| ---------------------------- | ---------------- | ----------------------------------------- | ------------------------------------ | ----------------------------------------- | ------------------------------------------ | ------------------------- | --------------- |
| John Peers Max Purcell       | Doppio maschile  | Krajicek / Sandgren P (6–3, 6(5)–7, 5–10) | Non qualificati                      | Non qualificati                           | Non qualificati                            | Non qualificati           | Non qualificati |
| John Millman Luke Saville    | Doppio maschile  | Marach / Oswald P (5–7, 2–6)              | Non qualificati                      | Non qualificati                           | Non qualificati                            | Non qualificati           | Non qualificati |
| Ashleigh Barty Storm Sanders | Doppio femminile | Hibino / Ninomiya V (6–1, 6–2)            | Xu / Yang V (6–4, 6–4)               | Krejčíková / Siniaková P (6–3, 4–6, 7–10) | Non qualificate                            | Non qualificate           | Non qualificate |
| Ellen Perez Samantha Stosur  | Doppio femminile | Ostapenko / Sevastova V (4–6, 6–1, 10–5)  | Niculescu / Olaru V (7–6(3), 7–5)    | Bencic / Golubic P (4–6, 4–6)             | Non qualificate                            | Non qualificate           | Non qualificate |
| John Peers Ashleigh Barty    | Doppio misto     | N.D.                                      | Podoroska / Zeballos V (6–1, 7–6(3)) | Sakkarī / Tsitsipas V (6–4, 4–6, 10–6)    | Pavljučenkova / Rublëv P (7–5, 4–6, 11–13) | Stojanović / Đoković V WO |                 |

## Tennistavolo
| Atleta                                        | Evento            | Preliminari          | Round 1              | Round 2              | Round 3              | Ottavi                  | Quarti               | Semifinali           | Finale               | Pos.            |
| Atleta                                        | Evento            | Avversario Punteggio | Avversario Punteggio | Avversario Punteggio | Avversario Punteggio | Avversario Punteggio    | Avversario Punteggio | Avversario Punteggio | Avversario Punteggio | Pos.            |
| --------------------------------------------- | ----------------- | -------------------- | -------------------- | -------------------- | -------------------- | ----------------------- | -------------------- | -------------------- | -------------------- | --------------- |
| David Powell                                  | Singolo maschile  | Sirucek V w/o        | Yang P 0–4           | Non qualificato      | Non qualificato      | Non qualificato         | Non qualificato      | Non qualificato      | Non qualificato      | Non qualificato |
| Chris Yan                                     | Singolo maschile  | Bye                  | Ionescu P 1–4        | Non qualificato      | Non qualificato      | Non qualificato         | Non qualificato      | Non qualificato      | Non qualificato      | Non qualificato |
| Michelle Bromley                              | Singolo femminile | Bye                  | Partyka P 0–4        | Non qualificata      | Non qualificata      | Non qualificata         | Non qualificata      | Non qualificata      | Non qualificata      | Non qualificata |
| Jian Fang Lay                                 | Singolo femminile | Fonseca V 4–0        | Vivarelli V 4–1      | Li V 4–2             | Han P 0–4            | Non qualificata         | Non qualificata      | Non qualificata      | Non qualificata      | Non qualificata |
| Heming Hu David Powell Chris Yan              | Squadre maschile  | N.D.                 | N.D.                 | N.D.                 | N.D.                 | Giappone P 0–3          | Non qualificata      | Non qualificata      | Non qualificata      | Non qualificata |
| Michelle Bromley Jian Fang Lay Melissa Tapper | Squadre femminile | N.D.                 | N.D.                 | N.D.                 | N.D.                 | Germania P 0–3          | Non qualificata      | Non qualificata      | Non qualificata      | Non qualificata |
| Heming Hu Melissa Tapper                      | Doppio misto      | N.D.                 | N.D.                 | N.D.                 | N.D.                 | Lebesson / Jianan P 0–4 | Non qualificati      | Non qualificati      | Non qualificati      | Non qualificati |

## Tiro a segno/volo

### Uomini
| Atleta           | Evento                       | Qualificazione | Qualificazione | Finale          | Finale          |
| Atleta           | Evento                       | Punteggio      | Classifica     | Punteggio       | Classifica      |
| ---------------- | ---------------------------- | -------------- | -------------- | --------------- | --------------- |
| Alex Hoberg      | Carabina 10 m aria compressa | 625,6          | 21º            | Non qualificato | Non qualificato |
| Dane Sampson     | Carabina 10 m aria compressa | 623,5          | 30º            | Non qualificato | Non qualificato |
| Jack Rossiter    | Carabina 50 m 3 posizioni    | 1160           | 29º            | Non qualificato | Non qualificato |
| Dane Sampson     | Carabina 50 m 3 posizioni    | 1162           | 27º            | Non qualificato | Non qualificato |
| Daniel Repacholi | Pistola 10 m aria compressa  | 568            | 30º            | Non qualificato | Non qualificato |
| Sergei Evglevski | Pistola 25 m automatica      | 572            | 17º            | Non qualificato | Non qualificato |
| Thomas Grice     | Trap                         | 119            | 25º            | Non qualificato | Non qualificato |
| James Willett    | Trap                         | 120            | 21º            | Non qualificato | Non qualificato |
| Paul Adams       | Skeet                        | 119            | 21º            | Non qualificato | Non qualificato |

### Donne
| Atleta             | Evento                       | Qualificazione | Qualificazione | Finale          | Finale          |
| Atleta             | Evento                       | Punteggio      | Classifica     | Punteggio       | Classifica      |
| ------------------ | ---------------------------- | -------------- | -------------- | --------------- | --------------- |
| Elise Collier      | Carabina 10 m aria compressa | 618,2          | 42ª            | Non qualificata | Non qualificata |
| Katarina Kowplos   | Carabina 10 m aria compressa | 617,2          | 45ª            | Non qualificata | Non qualificata |
| Katarina Kowplos   | Carabina 50 m 3 posizioni    | 1137           | 36ª            | Non qualificata | Non qualificata |
| Dina Aspandiyarova | Pistola 10 m aria compressa  | 558            | 46ª            | Non qualificata | Non qualificata |
| Elena Galiabovitch | Pistola 10 m aria compressa  | 569            | 27ª            | Non qualificata | Non qualificata |
| Elena Galiabovitch | Pistola 25 m                 | 583            | 11ª            | Non qualificata | Non qualificata |
| Laetisha Scanlan   | Trap                         | 121+2          | 4ª Q           | 26              | 4ª              |
| Penny Smith        | Trap                         | 120+2          | 5ª Q           | 13              | 6ª              |
| Laura Coles        | Skeet                        | 112            | 25ª            | Non qualificata | Non qualificata |

### Misto
| Atleta                              | Evento                                 | Qualificazione 1 | Qualificazione 1 | Qualificazione 2 | Qualificazione 2 | Finale               | Finale          |
| Atleta                              | Evento                                 | Punteggio        | Classifica       | Punteggio        | Classifica       | Avversario Punteggio | Pos.            |
| ----------------------------------- | -------------------------------------- | ---------------- | ---------------- | ---------------- | ---------------- | -------------------- | --------------- |
| Elise Collier Alex Hoberg           | Carabina 10 m aria compressa a squadre | 623,6            | 19ª              | Non qualificata  | Non qualificata  | Non qualificata      | Non qualificata |
| Katarina Kowplos Dane Sampson       | Carabina 10 m aria compressa a squadre | 623,1            | 22ª              | Non qualificata  | Non qualificata  | Non qualificata      | Non qualificata |
| Dina Aspandiyarova Daniel Repacholi | Pistola 10 m aria compressa a squadre  | 576              | 6ª Q             | 380              | 8ª               | Non qualificata      | Non qualificata |
| Thomas Grice Penny Smith            | Trap a squadre                         | 145              | 6ª               | Non qualificata  | Non qualificata  | Non qualificata      | Non qualificata |
| Laetisha Scanlan James Willett      | Trap a squadre                         | 145              | 7ª               | Non qualificata  | Non qualificata  | Non qualificata      | Non qualificata |

## Tiro con l'arco
| David Barnes                         | Individuale maschile  | 648  | 50º | Agatha P 1–7    | Non qualificato | Non qualificato     | Non qualificato | Non qualificato | Non qualificato | Non qualificato |                 |                 |
| Ryan Tyack                           | Individuale maschile  | 650  | 42º | D'Amour V 6–5   | Gazoz P 3–7     | Non qualificato     | Non qualificato | Non qualificato | Non qualificato | Non qualificato |                 |                 |
| Taylor Worth                         | Individuale maschile  | 651  | 39º | Prastyadi V 6–0 | Wei V 6–4       | Gazoz P 1–7         | Non qualificato | Non qualificato | Non qualificato | Non qualificato |                 |                 |
| Alice Ingley                         | Individuale femminile | 616  | 57ª | Perova P 1–7    | Non qualificata | Non qualificata     | Non qualificata | Non qualificata | Non qualificata | Non qualificata |                 |                 |
| David Barnes Ryan Tyack Taylor Worth | Squadra maschile      | 1949 | 11ª | N.D.            | N.D.            | Taipei cinese P 4–5 | Non qualificata | Non qualificata | Non qualificata | Non qualificata | Non qualificata | Non qualificata |
| Taylor Worth Alice Ingley            | Squadra mista         | 1267 | 25ª | N.D.            | N.D.            | Non qualificata     | Non qualificata | Non qualificata | Non qualificata | Non qualificata | Non qualificata |                 |

## Triathlon
| Atleta                                                         | Evento                | Nuoto                   | T1                      | Ciclismo                  | T2                      | Corsa                   | Totale   | Classifica |
| -------------------------------------------------------------- | --------------------- | ----------------------- | ----------------------- | ------------------------- | ----------------------- | ----------------------- | -------- | ---------- |
| Jacob Birtwhistle                                              | Individuale maschile  | 18'14"                  | 0'38"                   | 56'11"                    | 0'28"                   | 31'01"                  | 1h46'32" | 16º        |
| Matthew Hauser                                                 | Individuale maschile  | 18'07"                  | 0'42"                   | 56'18"                    | 0'29"                   | 31'59"                  | 1h47'35" | 24º        |
| Aaron Royle                                                    | Individuale maschile  | 18'09"                  | 0'41"                   | 56'14"                    | 0'32"                   | 32'21"                  | 1h47'57" | 26º        |
| Ashleigh Gentle                                                | Individuale femminile | 20'07"                  | 0'45"                   | LAP                       | LAP                     | LAP                     | LAP      | LAP        |
| Jaz Hedgeland                                                  | Individuale femminile | 19'44"                  | 0'41"                   | LAP                       | LAP                     | LAP                     | LAP      | LAP        |
| Emma Jeffcoat                                                  | Individuale femminile | 19'06"                  | 0'42"                   | 1h03'18"                  | 0'38"                   | 38'13"                  | 2h02'57" | 26ª        |
| Emma Jeffcoat Matthew Hauser Ashleigh Gentle Jacob Birtwhistle | Squadre miste         | 3'45" 4'00" 4'33" 4'08" | 0'41" 0'37" 0'41" 0'37" | 10'37" 9'56" 10'56" 9'47" | 0'25" 0'27" 0'30" 0'28" | 6'41" 5'56" 6'17" 5'25" | 1h26'27" | 9ª         |

## Tuffi
| Atleta           | Evento                     | Preliminari | Preliminari | Semifinale      | Semifinale      | Finale          | Finale          |
| Atleta           | Evento                     | Punti       | Classifica  | Punti           | Classifica      | Punti           | Classifica      |
| ---------------- | -------------------------- | ----------- | ----------- | --------------- | --------------- | --------------- | --------------- |
| Shixin Li        | Trampolino 3 m maschile    | 320,35      | 27º         | Non qualificato | Non qualificato | Non qualificato | Non qualificato |
| Sam Fricker      | Piattaforma 10 m maschile  | 306,50      | 28º         | Non qualificato | Non qualificato | Non qualificato | Non qualificato |
| Cassiel Rousseau | Piattaforma 10 m maschile  | 423,55      | 8º          | 444,10          | 6º              | 430,35          | 8º              |
| Esther Qin       | Trampolino 3 m femminile   | 292,80      | 9ª Q        | 309,15          | 8ª Q            | 261,95          | 12ª             |
| Anabelle Smith   | Trampolino 3 m femminile   | 275,02      | 18ª Q       | 285,60          | 14ª             | Non qualificata | Non qualificata |
| Nikita Hains     | Piattaforma 10 m femminile | 270,00      | 21ª         | Non qualificata | Non qualificata | Non qualificata | Non qualificata |
| Melissa Wu       | Piattaforma 10 m femminile | 351,20      | 4ª Q        | 334,50          | 5ª Q            | 371,40          |                 |

## Vela
| Atleta                         | Evento           | Regata | Regata | Regata | Regata | Regata | Regata | Regata | Regata | Regata | Regata | Regata | Regata | Regata | Punteggio Totale | Punteggio Netto | Classifica |
| Atleta                         | Evento           | 1      | 2      | 3      | 4      | 5      | 6      | 7      | 8      | 9      | 10     | 11     | 12     | M      | Punteggio Totale | Punteggio Netto | Classifica |
| ------------------------------ | ---------------- | ------ | ------ | ------ | ------ | ------ | ------ | ------ | ------ | ------ | ------ | ------ | ------ | ------ | ---------------- | --------------- | ---------- |
| Matthew Wearn                  | Laser maschile   | 17     | 28     | 2      | 4      | 2      | 2      | 1      | 1      | 12     | 4      | N.D.   | N.D.   | 4      | 81               | 53              |            |
| Mara Stransky                  | Laser femminile  | 12     | 26     | 19     | 10     | 19     | 16     | DSQ    | 24     | 3      | 1      | N.D.   | N.D.   | EL     | 175              | 130             | 14ª        |
| Jake Lilley                    | Finn maschile    | 10     | 8      | 4      | 11     | 7      | 9      | 15     | 6      | 2      | 6      | N.D.   | N.D.   | 6      | 84               | 69              | 7ª         |
| Mathew Belcher William Ryan    | 470 maschile     | 2      | 5      | 1      | 1      | 4      | 3      | 2      | 1      | 2      | 8      | N.D.   | N.D.   | 2      | 31               | 23              |            |
| Monique de Vries Nia Jerwood   | 470 femminile    | 7      | 12     | 12     | 8      | 18     | 19     | 15     | 13     | 13     | 20     | N.D.   | N.D.   | EL     | 137              | 117             | 16ª        |
| Sam Phillips William Phillips  | 49er maschile    | 7      | 4      | 1      | 8      | 11     | 15     | 16     | DSQ    | 18     | 14     | 8      | 9      | EL     | 131              | 111             | 12ª        |
| Tess Lloyd Jaime Ryan          | 49erFX femminile | 9      | 11     | 7      | 9      | 11     | 10     | 15     | 10     | 19     | 11     | 8      | 8      | EL     | 128              | 109             | 13ª        |
| Jason Waterhouse Lisa Darmanin | Nacra 17 misto   | 2      | 11     | 4      | 4      | 7      | 8      | 1      | 5      | 4      | 6      | 5      | 8      | 18     | 83               | 72              | 5ª         |